# Сват

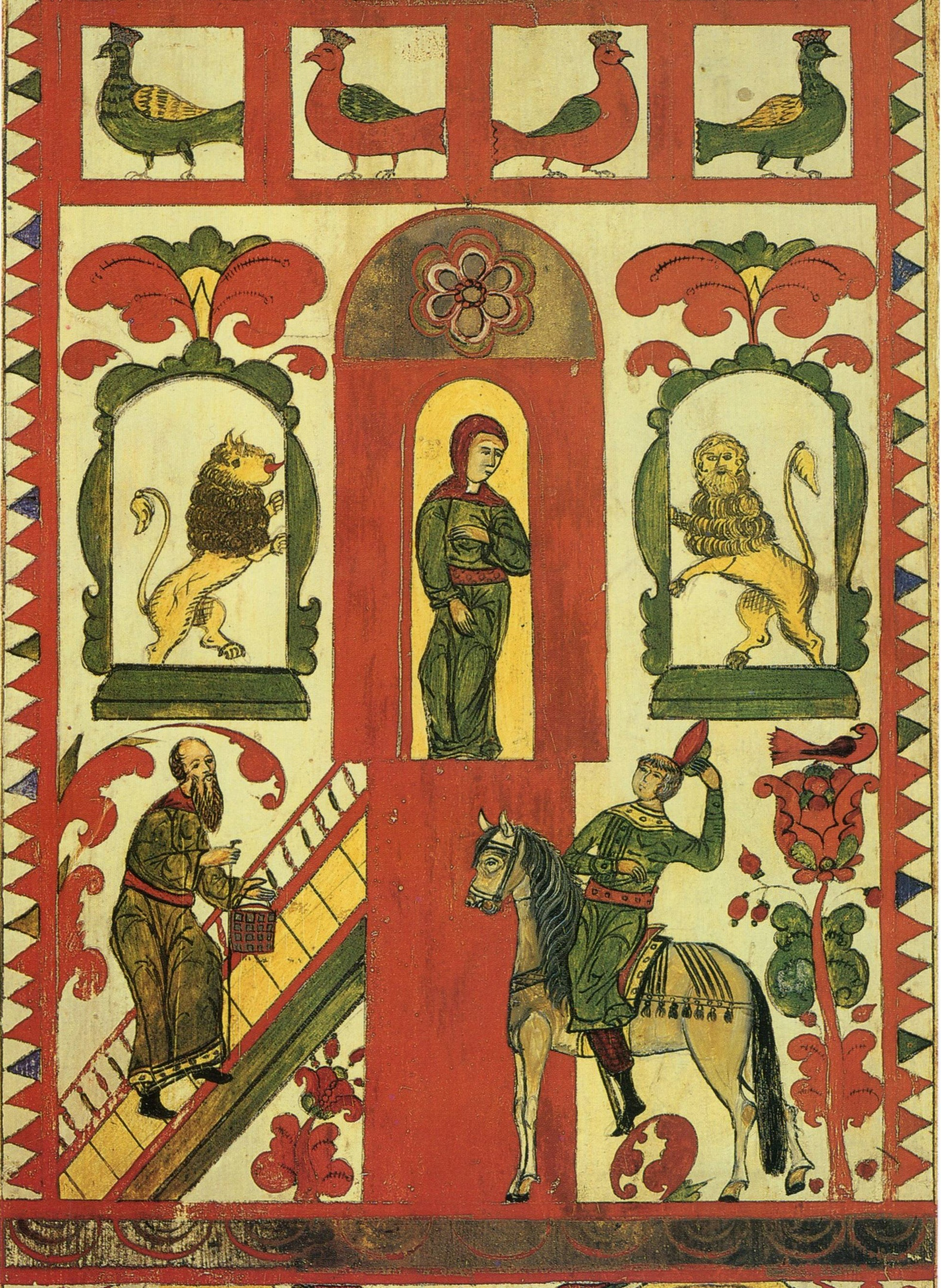
Сватовство. Фрагмент росписи прялки. Начало XX века, село Борок Архангельской губернии

Сват (ж. р. сваха) — лицо, делающее предложение отцу девушки от имени жениха, или ещё чаще отцы молодых, договаривающиеся друг с другом о помолвке их детей.

## Сваты в разных странах и культурах
Свахи, в смысле устроительниц бракосочетаний, были у древних греков (промнестрии) и у ацтеков. У древних индусов в дом отца взрослой девушки приходили два свата, с цветами и плодами.
В дореволюционной России бывал один сват, на Украине почти всегда два свата (или старосты), которые часто несли с собой хлеб. В Орловской губернии бывал сват со стороны жениха и сват со стороны невесты, вроде галицко-русского выдавца и чешского олдавача.
В России браки устраивали свахи; на Украине так назывались матери молодых в их взаимных отношениях. Имелись украинские свашки — родственницы жениха, большей частью жёны его братьев. На украинских сватовствах сваты приходили с палкой в руках, причём палка имела символическое значение уполномочения.
В Германии к отцу невесты приходили также два свата.